# Ingen är som du
Ingen är som du är ett studioalbum från år 2000 av det svenska dansbandet Thorleifs. Albumet placerade sig som högst på 13:e plats på den svenska albumlistan. Låtarna "Älskar du mig än som förr", "Ingen är som du min kära" och "En liten bit av himlen" tog sig in på Svensktoppen.

## Låtlista
1. Älskar du mig än som förr
2. Aldrig var min himmel så blå
3. Låt kärleken få leva
4. Ge dig själv en ärlig chans
5. Ingen är som du min kära
6. Alla världens klockor ringer
7. Only You
8. Äntligen hemma
9. Glöm ej bort
10. Inga tårar på min kind
11. Sanna mina ord
12. All min kärlek (Thomas Ahlstrand/Janett Jensen)
13. En stjärna föll
14. Ängel i natt
15. Sway
16. En liten bit av himlen

## Listplaceringar
| Lista (2000) | Topplacering |
| ------------ | ------------ |
| Sverige      | 13           |